# مالكوم برودي
مالكوم برودي هو سياسي كندي، ولد في 1949 بنيويورك في الولايات المتحدة.